# Spuyten Duyvil (Bronx)
Spuyten Duyvil es un barrio del distrito del Bronx, en la ciudad de Nueva York (Estados Unidos). Limita al norte con Riverdale, al oriente con Kingsbridge, al sur con el río Harlem y al occidente con el río Hudson, aunque algunos consideran que es la parte más al sur de Riverdale.

## Etimología
El área debe su nombre al arroyo Spuyten Duyvil. "Spuyten Duyvil" puede traducirse literalmente como "Spouting Devil" o Spuitende Duivel en holandés, una referencia a las fuertes y salvajes corrientes de marea que se encuentran en ese lugar. También puede traducirse como "Spewing Devil" o "Spinning Devil", o más vagamente como "Devil's Whirlpool" o "Devil's Spate". Spui es una palabra holandesa que implica salidas de agua. El historiador Reginald Pelham Bolton, sin embargo, argumenta que la frase significa "prado que chorrea", refiriéndose a un manantial de agua dulce en Inwood Hill.
Una traducción adicional, "a pesar del diablo" o "a pesar del diablo", fue popularizada por una historia en A Knickerbocker's History of New York de Washington Irving publicada en 1809. Ambientada en la década de 1660, la historia cuenta la historia del trompetista Antony Van Corlear convocado por "Peter de Groodt" para advertir a los colonos de un intento de invasión británica, con Corlear intentando cruzar a nado el "río Harlean" desde Fort Amsterdam hasta el Bronx continental "a pesar de del diablo (spyt den duyvel)", escribe Irving. La corriente traicionera lo arrastró hacia abajo y perdió la vida. Esto resultó en el nombre "Spuyten Duyvil" para "el promontorio contiguo, que se proyecta hacia el Hudson".
Los nativos americanos Lenape de la zona se referían al arroyo como Shorakapok, traducido como "lugar para sentarse" o "lugar entre las crestas".

## Historia
A fines del siglo XVII, Frederick Philipse, el señor de Philipse Manor en el condado de Westchester, recibió permiso para construir un puente sobre el arroyo Spuyten Duyvil y cobrar peajes. "King's Bridge", que estaba ubicado aproximadamente al sur y paralelo a donde se encuentra hoy West 230th Street, se inauguró en 1693.
El desarrollo del vecindario comenzó en la segunda mitad del siglo XIX, una vez que llegó Ferrocarril Central de Nueva York y del río Hudson. Las vías originalmente cruzaron Spuyten Duyvil Creek y entraron en Manhattan en el lado oeste, pero Cornelius Vanderbilt quería consolidar sus operaciones ferroviarias en una sola terminal, por lo que hizo que se colocaran vías a lo largo del lado norte del río Harlem para que los trenes que venían al sur de Albany pudieran unirse. con las líneas de Harlem y New Haven y entre en Manhattan por la Cuarta Avenida hasta su nuevo Grand Central Depot. Esta es la ruta que Metro-North sigue utilizando en la actualidad.
Durante la década de 1920 continuó el desarrollo del barrio de Spuyten Duyvil. Grandes edificios de apartamentos de gran altura, que luego se convirtieron en condominios y cooperativas, comenzaron a construirse en la década de 1950 y continuaron durante la década de 1980, atrayendo a familias acomodadas atraídas por sus cualidades escénicas, así como por la cercanía del área a vecindarios deseables como Fieldston y Riverdale.

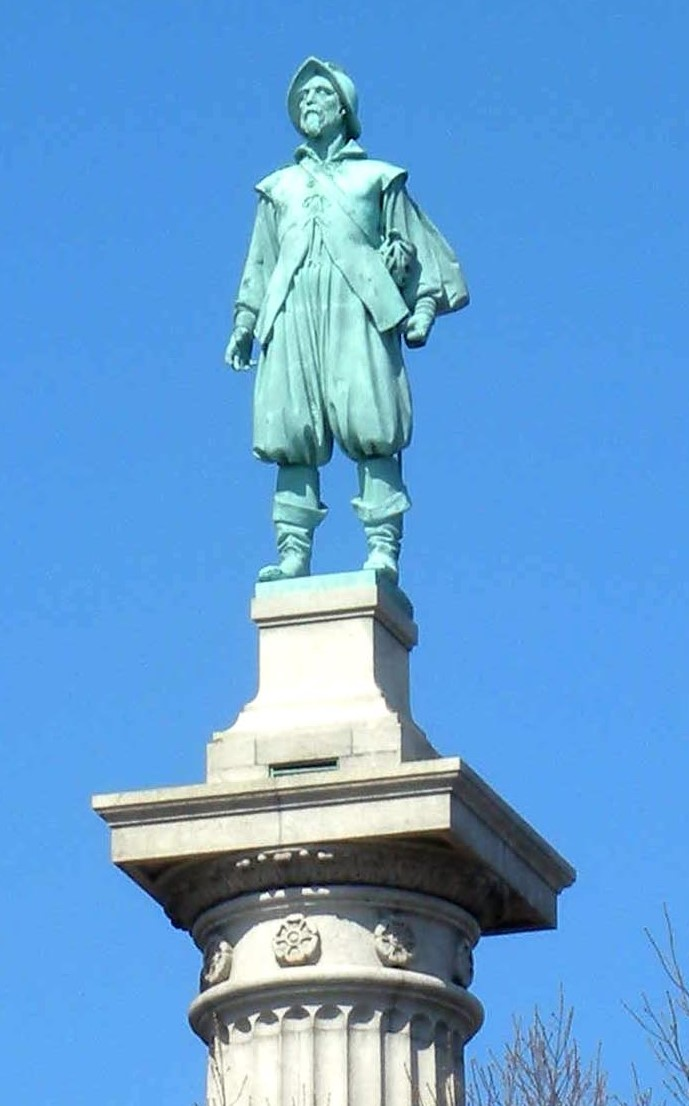
Estatua de Henry Hudson encima de una columna alta en Henry Hudson Park en Spuyten Duyvil

El 18 de julio de 2013, un tren de carga descarriló cerca de la estación Spuyten Duyvil debido a un ancho de vía excesivamente ancho en un punto. Nadie resultó muerto o herido. Menos de seis meses después, el 1 de diciembre, el descarrilamiento de un tren de cercanías cerca de la estación Spuyten Duyvil resultó en 4 muertos y más de 70 heridos, 11 de ellos graves. Se determinó que la causa del segundo descarrilamiento fue el exceso de velocidad.

## Demografía
Según los datos del censo de Estados Unidos de 2010, la población de Kingsbridge y Spuyten Duyvil era de 30 161 habitantes, un cambio de 289 (1 %) de los 29 872 contados en 2000. Con una superficie de 219 ha, el barrio tenía una densidad de población de 13 800 hab./km².
La composición racial de los vecindarios fue 49,3 % (14 872 personas) blanca, 8,9 % (2691) afroamericana, 0,1 % (40) nativa americana, 5,7 % (1731) asiática, 0 % (15) isleña del Pacífico, 0,3 % (98) de otras razas, y 1,7% (510) de dos o más razas. Hispanos o latinos de cualquier raza eran el 33,8% (10.204) de la población.
Una guía de restaurantes una vez describió el barrio como "clase media alta".

## Policía y delincuencia
Spuyten Duyvil está patrullado por la comisaría 50 de la policía de Nueva York, ubicada en 3450 Kingsbridge Avenue. El Recinto 50 ocupó el puesto 13 entre las 69 áreas de patrullaje más seguras para el crimen per cápita en 2010.
El Recinto 50 tiene una tasa de delincuencia más baja que en la década de 1990, y los delitos en todas las categorías han disminuido en un 79,9 % entre 1990 y 2020. El recinto reportó 3 asesinatos, 12 violaciones, 88 robos, 158 agresiones por delitos graves, 150 robos con allanamiento de morada, 461 hurtos mayores y 152 hurtos mayores de automóviles en 2020.

## Biblioteca
La Biblioteca Pública de Nueva York (NYPL) opera la sucursal de Spuyten Duyvil en 650 West 235th Street. La sucursal de un piso abrió en 1971 y fue diseñada por Giorgio Cavaglieri.

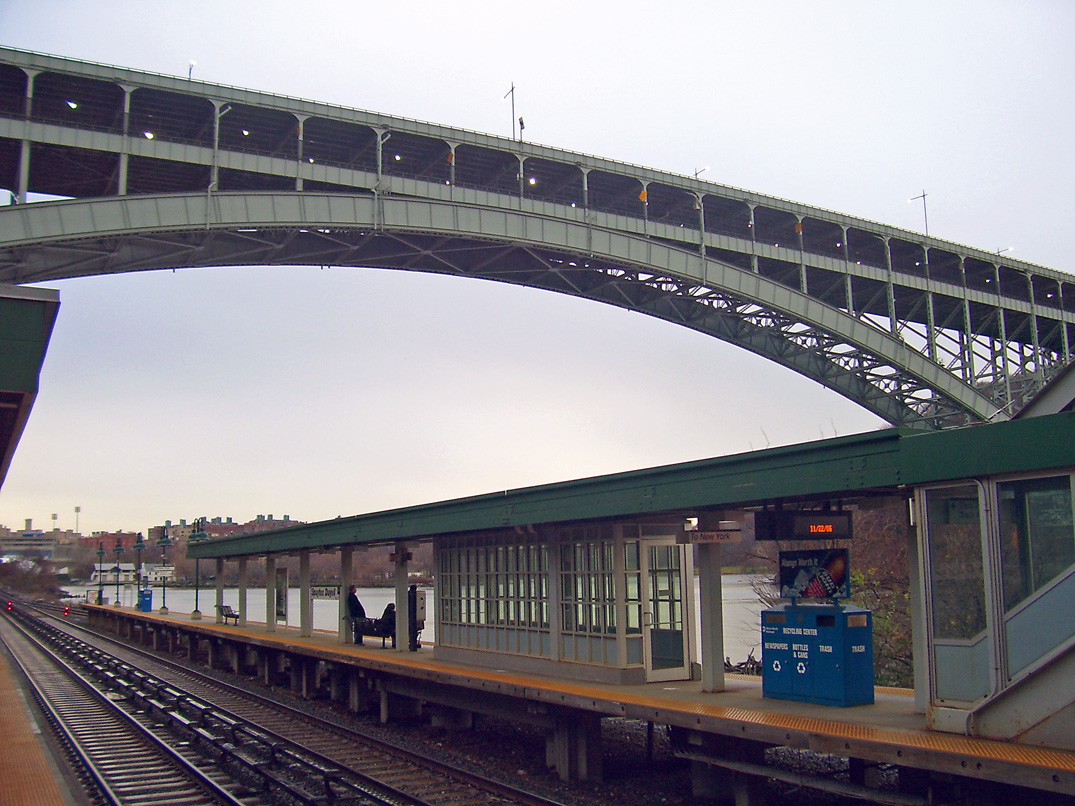
La estación de tren Spuyten Duyvil con el puente Henry Hudson en la parte superior

## Transporte
Spuyten Duyvil es la ubicación de la estación de tren Spuyten Duyvil, a la que llega la Línea Hudson del Ferrocarril Metro-North, que brinda servicio a Grand Central Terminal y al norte al condado de Westchester. El puente Spuyten Duyvil, un puente colgante de ferrocarril que transporta la línea Empire Corridor de Amtrak entre Nueva York y Albany, cruza el arroyo Spuyten Duyvil. El extremo norte del puente Henry Hudson conecta el vecindario con la isla de Manhattan a través de Henry Hudson Parkway.
Hudson Rail Link conecta la estación Metro-North con el área circundante, con las rutas J, K, L y M del Metro de Nueva York sirviendo a Spuyten Duyvil.

## Puntos de interés
- Iglesia Edgehill de Spuyten Duyvil (Iglesia Unida de Cristo) fue construida entre 1888 y 1889 como una capilla de la Iglesia Presbiteriana de Riverdale ubicada cerca, y fue diseñada por Francis H. Kimball en una mezcla ecléctica de estilos: neorrománico, neotudor y Shingle. Fue designada como un hito de la ciudad de Nueva York en 1980.[2][23]
- Parque Henry Hudson cuenta con uns estatua de bronce de Henry Hudson de 5 m de altura esculpida por Karl Bitter y Karl Gruppe en la parte superior de una columna dórica de 30 m.[1][2]
- Villa Charlotte Bronte es un edificio de apartamentos construido en 1926 y diseñado por Robert Gardner, con vista a los ríos Hudson y Harlem.[2]

## Gente notable
- Alexander Calder (1898–1976), escultor conocido por sus innovadores móviles.[24]
- Joan Tetzel (1921-1977), actriz.[25]